# فومبيدرازا
فومبيدرازا (بالإسبانية: Fompedraza)‏ هي بلدية تقع في مقاطعة بلد الوليد، قشتالة وليون، إسبانيا. اعتبارا من عام 2010 (المعهد الوطني للإحصائيات) يبلغ عدد سكان البلدية 138 نسمة.